# Giesbergeria kuznetsovii
GIesbergeria kuznetsovii es una especie de  bacteria gramnegativa del género Giesbergeria. Fue descrita en el año 2006. Su etimología hace referencia al microbiólogo Ruso Sergey Kuznetsov. Es aerobia y móvil por flagelos bipolares. Catalasa y oxidasa positivas. Tiene un tamaño de 1,2-1,5 μm de diámetro y 1,9-4,0 μm de largo, con forma de espiral. Temperatura óptima de crecimiento de 28 °C. Se ha aislado de una fuente sulfurosa en Rusia.